# Corrigiola madagascariensis
Corrigiola madagascariensis är en kransörtsväxtart som först beskrevs av John Gilbert Baker, och fick sitt nu gällande namn av Joseph Marie Henry Alfred Perrier de la Bâthie. Corrigiola madagascariensis ingår i släktet skoremmar, och familjen kransörtsväxter. Inga underarter finns listade i Catalogue of Life.